# 1463.
◄ | 14. stoljeće | 15. stoljeće | 16. stoljeće | ►
◄ | 1430-ih | 1440-ih | 1450-ih | 1460-ih | 1470-ih | 1480-ih | 1490-ih | ►
◄◄ | ◄ | 1460. | 1461. | 1462. | 1463. | 1464. | 1465. | 1466. | ► | ►►
Arhitektura • Astronomija • Glazba • Knjige • Književnost • Kršćanstvo • Medicina • Pravo • Promet • Slikarstvo • Znanost

## Događaji
- lipanj – Bosansko Kraljevstvo pada pod Osmansko carstvo
- 25. prosinca – predajom turske posade uspješno okončana hrvatsko-ugarska opsada Jajca kojom ga je kralj Matija Korvin priključio svojoj državi

## Smrti
- 5. lipnja – Stjepan Tomašević Kotromanić, posljednji kralj srednjovjekovnog Bosanskog Kraljevstva, u Jajcu (* 1438.)

## Vanjske poveznice
|  | Zajednički poslužitelj ima još gradiva o temi 1463. |